# Sergi Quintela
Sergi Quintela Salvador (Lugo, 21 de abril de 1996) es un baloncestista profesional español. Se desempeña en la posición de escolta y juega en el Monbus Obradoiro de Primera FEB. Es también hermano del baloncestista Erik Quintela, capitán del Club Baloncesto Breogán de Liga ACB.

## Trayectoria
En la temporada 2013-14 militó en las filas del CB Estudiantes Lugo, en la Liga EBA, equipo vinculado al CB Breogán. Más tarde, Quintela jugó 2 temporadas en el Xuven Cambados (LEB Plata) junto a su hermano Erik.
En verano de 2016, Sergi cambia el Xuven por el Club Baloncesto Breogán de la LEB Oro. En su primera experiencia en la LEB Oro, 4,1 puntos en 11 minutos en el carril central en los 39 partidos en los que participó a las órdenes de Natxo Lezkano.
Durante la temporada 2018-19, es cedido al Força Lleida Club Esportiu de la Liga LEB Oro, con el que realiza una gran temporada con medias de 10 puntos, 3'3 rebotes y 3'1 asistencias.
En abril de 2019, Sergi es reclamado al quedarse ICG Lleida sin opciones de playoff y se anuncia su vuelta al Club Baloncesto Breogán para ayudar a lograr la salvación del equipo gallego en la Liga Endesa, pero ello no le asegura debutar en ACB, ya que en principio el Breogán solo anuncia su incorporación a los entrenamientos del equipo.
Tras descender el Club Baloncesto Breogán, Sergi se convierte en un jugador cada vez más importante para el conjunto lucense, y, con la llegada, entre otros, de su hermano Erik Quintela en la temporada 2020-21, los gallegos consiguen la Copa Princesa de Asturias de baloncesto y el ascenso a la Liga ACB, logrando dos permanencias holgadas, la clasificación a la Copa del Rey en 2022 y la clasificación directa a la fase de grupos de la Basketball Champions League.
Sergi ha disputado 255 partidos oficiales con la camiseta del Club Baloncesto Breogán, estando cerca de convertirse en el jugador con más partidos con la camiseta del club, y más de 60 encuentros en la máxima competición del baloncesto español, la Liga ACB,antes de abandonar el club el 10 de julio de 2024.
El 7 de agosto de 2024, firma por el Monbus Obradoiro de Primera FEB, gran rival del club de su ciudad.